# Сардинеллы-амблигастеры
Сардинеллы-амблигастеры (лат. Amblygaster) — род лучепёрых рыб семейства сельдевых. Эти морские пелагические рыбы обитают в тропических водах Индо-Тихоокеанской области. Тело веретенообразное, покрыто циклоидной чешуёй, голова голая. Единственный спинной плавник расположен в середине туловища. Брюшные плавники находятся примерно напротив спинного плавника.  От представителей своего семейства, за исключением Harengula, Opisthonema, Herklotsichthys и  Sardinella, отличаются двумя мясистыми шишками, расположенными у заднего края жаберной крышки. Внешне более всего похожи на сардинелл, от которых отличаются количеством нижних жаберных тычинок (26—43 против 40—100) и срединных предорсальных чешуй. По форме тема схожи с сардинопсами. Максимальная длина 27 см. Встречаются на глубине до 139  м. Питаются планктоном. Являются объектом коммерческого промысла.

## Классификация
В настоящее время в состав рода включают 3 вида:
- Amblygaster clupeoides  Bleeker, 1849 — Сельдевидная сардинелла
- Amblygaster leiogaster  (Valenciennes, 1847) — Гладкобрюхая сардинелла
- Amblygaster sirm (Walbaum, 1792) — Пятнистая сардинелла